# 餅月はるか
餅月 はるか（もちづき はるか）は、日本の漫画家、イラストレーター。2023年より『ガンガンONLINE』アプリ版（スクウェア・エニックス）にて『ブラ恋〜よせてあげてもズレてる二人〜』を連載している。

## 作品リスト

### 漫画作品
- 『ブラ恋〜よせてあげてもズレてる二人〜』スクウェア・エニックス〈ガンガンコミックスONLINE〉既刊2巻（『ガンガンONLINE』アプリ版、2023年9月20日[1] - 連載中）

### イラスト
- 炎帝に嫁ぎましたが、どうやら小動物だと思われているようです（著：束原ミヤコ、ミーティアノベルス、2023年）[2]
- ヒロインが来る前に妊娠しました 詰んだはずの悪役令嬢ですが、どうやら違うようです（著：ロゼ、Mノベルスf、2023年）[3]
- 買われた花嫁と白蛇公爵 〜愛されていないはずなのに、三食お菓子付き〜（著：かのん、ミーティアノベルス、2024年）[4]